# Демков (село)
Демков (укр. Демків) — село на Украине, находится в Жмеринском районе Винницкой области.
Код КОАТУУ — 0521084206. Население по переписи 2001 года составляет 43 человека. Почтовый индекс — 23151. Телефонный код — 4332.
Занимает площадь 0,126 км².

## Адрес местного совета
23151, Винницкая область, Жмеринский р-н, с. Носковцы, ул. Ленина, 15